# Lichnowy (gemeente)
De gemeente Lichnowy is een landgemeente in het Poolse woiwodschap Pommeren, in powiat Malborski.
De gemeente bestaat uit 10 administratieve plaatsen solectwo : Boręty, Dąbrowa, Lichnowy, Lichnówki, Lisewo Malborskie, Parszewo, Pordenowo, Starynia, Szymankowo, Tropiszewo
De zetel van de gemeente is in Lichnowy.
Op 30 juni 2004 telde de gemeente 4591 inwoners.

## Oppervlakte gegevens
In 2002 bedroeg de totale oppervlakte van gemeente Lichnowy 88,7 km², waarvan:
- agrarisch gebied: 87%
- bossen: 0%

De gemeente beslaat 17,93% van de totale oppervlakte van de powiat.

## Demografie
Stand op 30 juni 2004:
| Omschrijving                   | Totaal | Totaal | Vrouwen | Vrouwen | Mannen | Mannen |
| ------------------------------ | ------ | ------ | ------- | ------- | ------ | ------ |
| eenheid                        | aantal | %      | aantal  | %       | aantal | %      |
| inwoners                       | 4591   | 100    | 2347    | 51,1    | 2244   | 48,9   |
| bevolkingsdichtheid (inw./km²) | 51,8   | 51,8   | 26,5    | 26,5    | 25,3   | 25,3   |

In 2002 bedroeg het gemiddelde inkomen per inwoner 1482,24 zł.

## Aangrenzende gemeenten
Malbork, Miłoradz, Nowy Staw, Ostaszewo, Suchy Dąb, Tczew, Tczew